# Moulinex
Moulinex – francuska marka małego sprzętu AGD, należąca do spółki Groupe SEB, dawniej samodzielne przedsiębiorstwo.
Firma założona została w 1932 roku w Bagnolet pod nazwą Société Moulin-Légumes przez Jeana Manteleta, wynalazcę ręcznego młynka do przecierania warzyw (fr. moulin à légumes). W 1937 roku przedsiębiorstwo otworzyło nową fabrykę w Alençon. W 1957 roku, wkrótce po podjęciu produkcji automatycznych młynków do kawy, nazwa spółki zmieniona została na Moulinex.
Od 1969 roku spółka notowana była na paryskiej giełdzie papierów wartościowych. W 2001 roku spółka Moulinex ogłosiła bankructwo i w tym samym roku została nabyta przez Groupe SEB, która pozostaje właścicielem marki Moulinex.